# Slaï
Pour l’article ayant un titre homophone, voir Sly.
Slaï, nom de scène de Patrice Sylvestre, né le 10 février 1973 à Sarcelles (Val-d'Oise), est un chanteur français.

## Biographie
Slaï se passionne très tôt pour la musique. En 1998, Flamme a un grand succès dans les Caraïbes, mais n'est pas distribué en métropole (et ne le sera qu'en 2004).
Il produit également d'autres artistes par l'intermédiaire de sa société de production.
Il revient en 2002 avec un album intitulé simplement Slaï. Le titre La dernière danse le fait connaître du grand public et lui ouvre enfin les portes du succès et celles des radios ; s'ensuit une réédition de Flamme dans un genre nouveau. C'est ensuite un enchaînement de succès tels que Flamme, ressorti pour l'occasion en France, Ce soir ou jamais, Après la tempête extrait de l'album Florilège sorti en 2004, qui confirment le goût du public pour ses nouveaux sons tropicaux ; l'album fut sacré très vite double disque d'or.
En 2011, Slaï revient avec un nouvel album, Escale, porté par le premier single Autour de toi. S'ensuivent les titres Ça ne te convient pas et Si ou enme mwen.
En juillet 2013 sort la compilation Tropical Family. Elle comprend Les Poèmes de Michelle, reprise de Teri Moïse interprétée par Slaï, et Il jouait du piano debout, reprise de France Gall interprétée par Slaï et Mélissa Nkonda.
Le 1er décembre 2014, Slaï publie Double Six.

## Discographie

### Singles
- 2004 : Flamme[2]
- 2004 : La dernière danse (Ne rentre pas chez toi ce soir)[3]
- 2005 : Après la tempête (Jusqu'au bout)[4]
- 2008 : Leçons particulières
- 2011 : Autour de toi
- 2011 : Ce soir
- 2012 : Ça ne te convient pas
- 2014 : Je t'emmène au loin
- 2015 : Stop… encore
- 2022 : Notre idylle
- 2022 : Dans mes veines
- 2023 : Lévé (Tobina)

#### Autres titres
- Les Poèmes de Michelle (reprise de Teri Moïse)
- Il jouait du piano debout, en duo avec Mélissa Nkonda (reprise de France Gall) sur l'album du collectif Tropical Family